# 진행촉진자

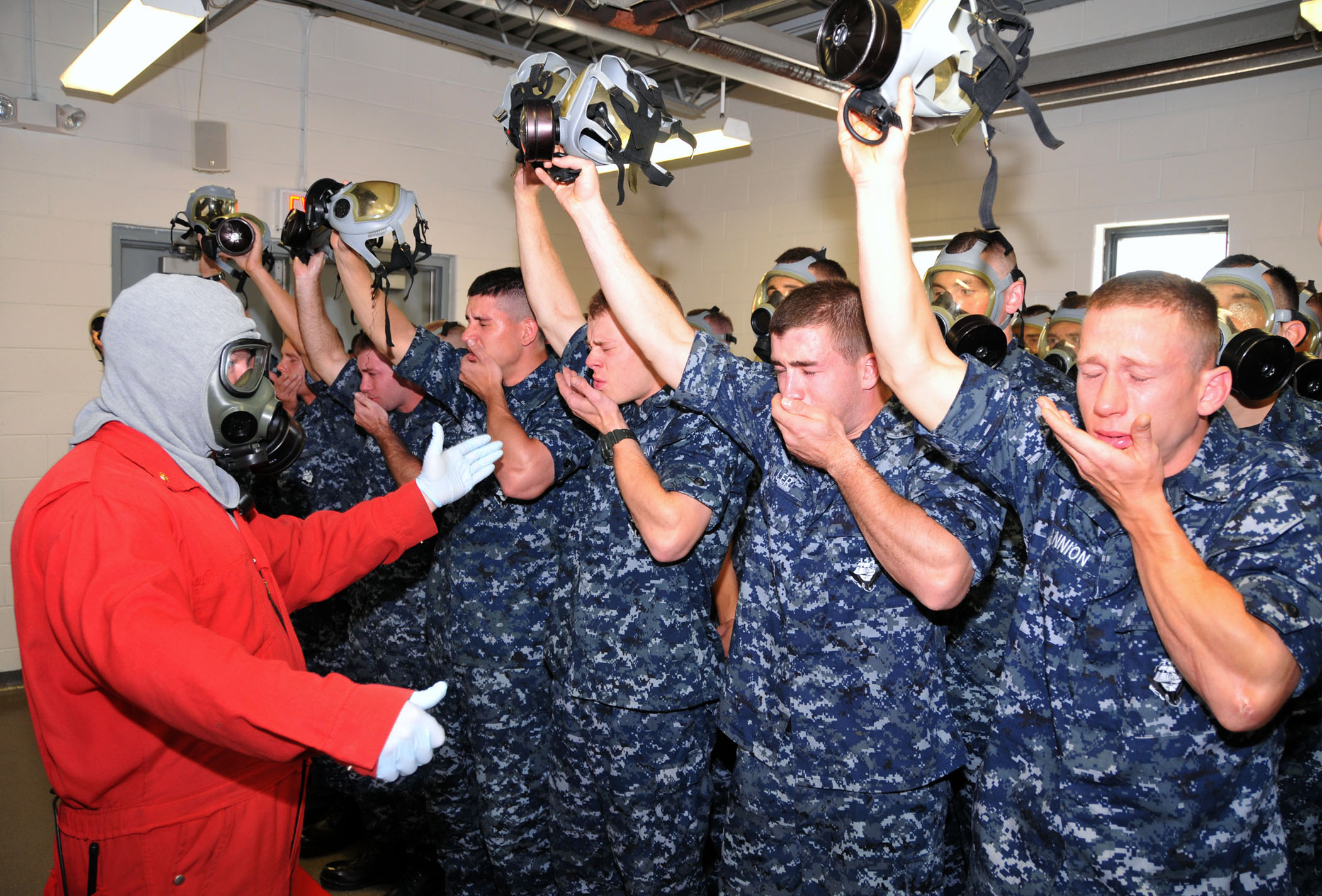

진행촉진자(영어: facilitator)는 회의나 교육 등의 진행이 원활하게 되도록 돕는 역할을 말한다.
촉진자, 퍼실리테이터, 조력자, 조정촉진자, 학습촉진자라고도 한다.
촉진자는 회의, 워크숍, 심포지엄, 교육 등에서 진행을 원활하게 하면서 합의 형성이나 상호 이해를 향해서 깊은 논의 또는 효과적인 교육이 이루어지도록 조정하는 역할을 한다. 때에 따라서는, 의견교환뿐만 아니라, 시각에 호소하는 수법이나, 신체의 움직임이나 이동을 사용한 기법, 감정을 다루는 개입을 하는 경우도 있다. 참가자의 입장도 겸하는 경우도 있다.
이전에는 조직자(organizer)에게 포함되어 있던 역할이, 진행 과정의 전문가로서 분리 독립하게 된 것이다. 따라서 촉진자는 회의에서 다루어지는 내용 그 자체를 잘 아는 전문가일 필요는 없다.

## 같이 보기
- 회의